# Khmelnytskyj oblast
Khmelnytskyj oblast (ukrainsk: Хмельни́цька о́бласть, tr. Khmelnitska oblast) er en af Ukraines 24 oblaster beliggende i den vestlige del af Ukraine.
Khmelnytskyj oblast blev grundlagt 22. september 1937 og har et areal på 20.645 km². Oblasten har 1.228.829 (2022) indbyggere. Det administrative center for Khmelnytskyj oblast er placeret i Khmelnytskyj (267.735). Andre større byer i Khmelnytskyj oblast er Kamjanets-Podilskyj (97.908), Sjepetivka (43.090), Netisjyn (36.969) og Slavuta (36.029).
Mod nordvest grænser oblasten op til Rivne oblast, mod nordøst til Zjytomyr oblast, mod øst til Vinnitsja oblast, mod syd til Tjernivtsi oblast og Ternopil oblast mod vest. Det podolske højland (270-370 moh.) udgør det centrale område oblasten. De nordvestlige områder er en del af det volynske højland (højeste punkt 329 moh.), mens oblasten helt mod nord er en del af den historiske region Polesien (200-250 moh.).
Der er 120 floder med en længde på 10 km eller mere i Khmelnytskyj oblast. Den største af disse er Dnestr (som løber 160 km indenfor oblasten), og dens bifloder: Smotrytj, Zbrutj og Sydlige Buh (længde: 120 km indenfor oblasten) og Sydlige Buhs bifloder: Buzjok, Ikva og Vovk. Bifloderne Horyn og Slutj i Dneprs afvandingsområde løber ligeledes gennem oblasten.